# 科特利亞爾卡
50°1′31″N 29°19′32″E / 50.02528°N 29.32556°E
科特利亞爾卡（烏克蘭語：Котлярка）是烏克蘭北部的村莊，隸屬日托米爾州的日托米爾區。該村始建於1820年，面積2.37平方公里，海拔高度210米，2023年人口460，人口密度每平方公里207.19人。